# Austeridad económica

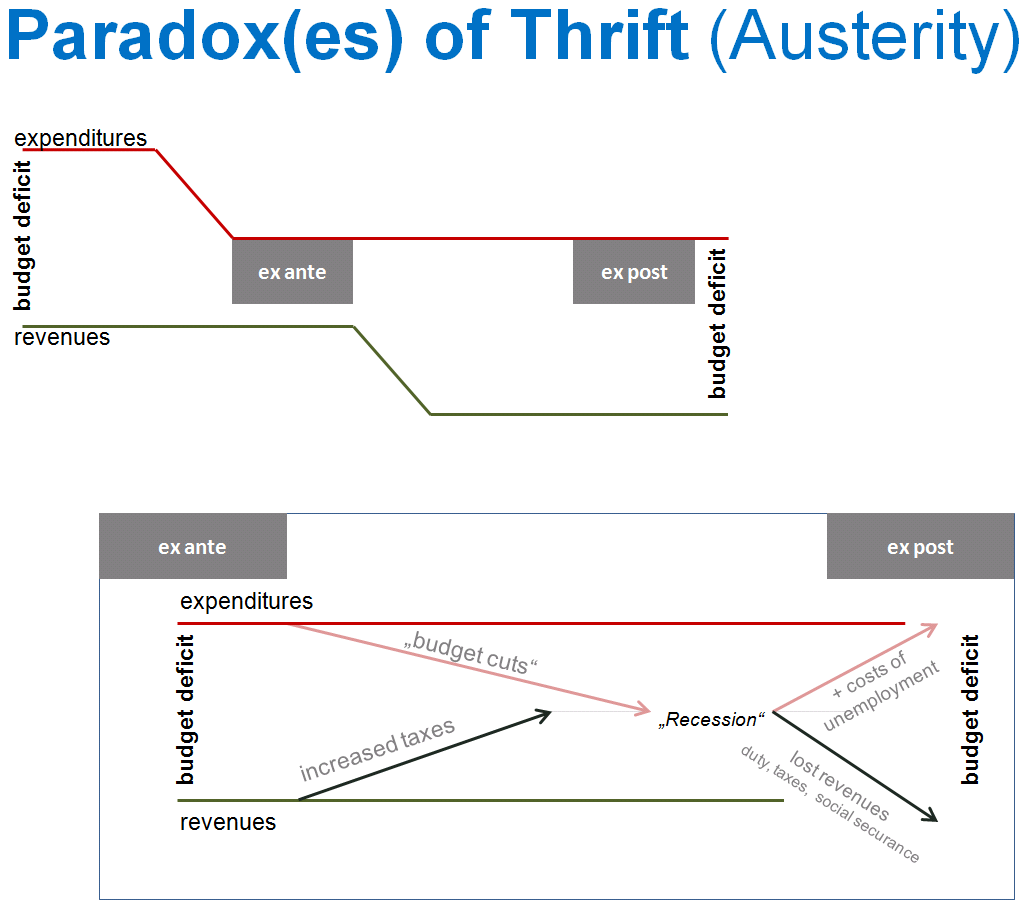
Paradoja del ahorro (Austeridad)

La austeridad económica o política de austeridad es una política económica basada en la reducción del gasto público que se impuso en muchos países tras la Gran Recesión de 2008. Si bien, históricamente, ese fue el período donde surgió el nombre, este tipo de política tenía antecedentes durante el siglo XX. La reducción del gasto público o de los presupuestos también se conoce ajuste fiscal o recortes (cutback, en inglés).

## Justificaciones
Generalmente, las medidas de austeridad han sido por la amenaza de impago, es decir, que el gobierno no pudiera cumplir con sus obligaciones de deuda. Tal situación se puede producir si un gobierno se ha endeudado. Históricamente, ha sido común el caso de tener deudas pagaderas en una moneda extranjera, la cual no tienen derecho a la emisión, o si han sido prohibidos legalmente para emitir su propia moneda. En tal situación, los bancos y los inversores pueden perder la confianza en la capacidad de gobierno o en la disposición de pagar y pueden negarse a volver a financiar las deudas existentes o imponer tasas de interés extremadamente altas. En tales situaciones, las instituciones intergubernamentales, como el Fondo Monetario Internacional (FMI), pueden exigir medidas de austeridad a cambio de que el gobierno funcione como un prestamista de última instancia. Cuando el FMI exige esa política, se habla de "condicionalidades del FMI" ('IMF conditionalities').
En algunos casos, los gobiernos pueden quedar altamente endeudados tras asumir deudas privadas o tras alguna crisis bancaria. Por ejemplo, esto ocurrió después de que Irlanda asumió las deudas de su sector bancario privado durante la crisis de la deuda soberana europea.

## Ejemplos de austeridad
- Países europeos 2012[7]
- Ciudad de Nápoles 2012
- Puerto Rico, 2009–2012
- Brasil, 2003-2006, 2015-2019
- Ecuador, 2017-2021
- Países Bajos, 1982–1990, 2003–2006, 2011
- Alemania, 2011[8]
- Reino Unido
- República Checa, 2010
- Italia, 2010[9]
- Grecia, 2010–2012[10]
- Irlanda, 2010
- Portugal, 2010–2011
- Rumanía, 1981-1989, 2010[11]
- Japón, 2010[12]
- España, 1979,[13] 2010
- Letonia, 2009[14]
- Autoridad Palestina, 2006[15]
- Nicaragua, 1997[16]
- Canadá, 1994
- Cuba, 1991
- México, 2019 a la fecha (denominada "austeridad republicana" en el sexenio 2018-2024; véase Andrés Manuel López Obrador)
- Israel, 1949–1959
- Estados Unidos, 1921, 1946
- Argentina, 2001,[17] 2017-2019, 2023-presente[18]

## Lista de recortes en España 2008-2013
A continuación se detallan las medidas de austeridad económica realizadas en España durante la crisis española 2008-2013.
En educación y sanidad el Gobierno de Rajoy aprobó un recorte de 10.000 millones de euros (3.000 millones de educación y 7.000 millones en sanidad), con una «ausencia de debate y diálogo previo», en lo que se ha llamado «el mayor recorte de servicios sociales de la democracia». En la página web «The Spanish Economy» el Gobierno dio los datos sobre los recortes que no se explicaron en la rueda de prensa del viernes negro, el 13 de julio de 2012.

### Ayudas sociales
- Dispensar gratuitamente pañales a discapacitados menores de 21 años.[22]
- Supresión del Fondo de Acogida y Atención a las Personas Inmigrantes.[23]
- Atención especial a niños con autismo.[24][25]
- Ayudas a mayores y personas con discapacidad.[26]
- 10-07-2012: Reducción del 15% en las prestaciones para los familiares que cuidan de dependientes.[27]
- Eliminación de la ayuda económica de 400€ a los jóvenes en paro que vivan con sus padres[28][29]

### Cultura
- Bibliotecas (ver: Marea Amarilla)
- Orquesta Sinfónica y Coro de RTVE
- Aumento del IVA en espectáculos musicales, teatro y cine

### Educación
- Aumento del ratio de alumnos por clase.[30]
- Cierre de bibliotecas.[31][32][33]
- Eliminación de becas y ayudas:
  - Estudiar idiomas en el extranjero[34]
  - Libros.[35]
  - Residencia para buenos estudiantes y estudiantes sin recursos.[36]
- Cambio de condiciones en las becas.[37]
- Repago en Formación Profesional (FP).[38]
- Recortes en profesores.[39][40][41][42]
- Reducción de becas erasmus.[43]
- Subida de tasas universitarias.
- Subida del precio de las guarderías.[44]
- No cubrir las bajas de los profesores de menos de dos semanas.[30]
- Menos ramas en los institutos.[30]
- ERE a docentes interinos en la Comunidad de Madrid[45]

### Investigación y Desarrollo (I+D+i)
- Recorte acumulado en los Presupuestos Generales del Estado: 4,2% en 2010, 7,3% en 2011 y 25% en 2012. Total: 37% en tres años.[46]
- Reducción en los presupuestos para programas de investigación en 2012: 34%.
- Disminución de los contratos postdoctorales Ramón y Cajal y Juan de la Cierva: 340 de los 600 ofertados en 2011.[46]
- Tasa de reposición de científicos: 10%.[47]
- Reducción del presupuesto del CSIC en 2012: 600 millones de euros (2,8%).[48]

### Funcionarios y empleados públicos
- Despidos en Correos[49]
- Eliminación de empresas públicas[50]
- Recortes de sueldo a funcionarios[51][52][53][54][55]
- Recortes de sueldo a policía[56][57]
- Medios contraincendios[58][59] y privatización del servicio (vigilancia de los guardias forestales, extinción de fuegos...)[60]

### Nuevas tasas
- ITV[44]
- Recogida en perrera de un perro perdido[44]
- Tasas nuevas y otras revisadas.[61]
- Subida del IVA, y en estudio otra subida mucho más agresiva.[62]
  - Cambio en la clasificación de productos (algunos de tipo superreducido fijado en 4% pasan al tipo general del 21%).[63] Ejemplos: material escolar, etc.
  - Los servicios veterinarios pasan del 8% al 21%[64]
  - Los servicios funerarios pasan de un 8% de IVA al 21%.[65]
  - Las peluquerías pasan de un IVA del 8% al 21%.[65]

### Pensiones
Usualmente en España las pensiones eran revisadas al alza anualmente teniendo en cuenta el índice de precios al consumo, pero la ley de Desindexación de la Economía Española eliminó ese compromiso de actualización temporalmente.

### Sanidad
- Cierre de centros ambulatorios y centros de salud[66][67]
- Cierre de hospitales y servicios de Urgencias, alargamiento de la listas de espera[68][69]
- 456 medicamentos retirados de la financiación pública[70][71]
- Recortes de un 40% la pensión de enfermeras jubiladas (más de 400€ al mes)[72][73]
- Copago
  - de vacunas: neumococo[67]
  - medicamentos comunes[74][75]
  - cambio de sexo[67]
- Importación de medicamentos más baratos[76]
- Falta de asistencia a niños inmigrantes[77]
- Crecimiento de las listas de espera[78][79]
- Salud mental[80]
- VIH[81]

### Servicios públicos
- Reducción del horario y frecuencia de paso del Metro de Madrid.[82][83]
- Reducción salarial de los trabajadores del Metro de Madrid.[84]
- Reducción de los días de recogida de basuras en Madrid (propuesta).[85]
- Reducción de líneas de transporte rural subvencionado en Castilla y León (transporte a la demanda).[86]
- Cierre, durante agosto, de 27 de los 55 polideportivos en Madrid.[87]
- Subida del metrobús del 29% en Madrid y se duplica el precio de los viajes al aeropuerto (5 € en vez de 2,5 €).[88]

### Sindicatos
- Eliminación de liberados sindicales y subvenciones a sindicatos.[89]

### Otros
- Retirada de escolta a concejales.[90]
- Centros de día de mayores.[44]
- Producción minera del carbón.[91]
- RENFE cancelará 52 líneas de media distancia[92]
- Cocina de las cárceles[93]
- Ayudas a emigrantes castellanoyleoneses residentes en el extranjero (casas de Castilla y León).[94]